# سیارک ۱۸۴۵۳۵
سیارک ۱۸۴۵۳۵ (به انگلیسی: 184535 Audouze، نامگذاری:2005QN30) صد و هشتاد و چهار هزار و پانصد و سی و پنجمین سیارک کشف شده‌است که در ۲۹ اوت ۲۰۰۵ کشف شد.